# Trần Văn Dĩnh
Trần Văn Dĩnh (Huế, 1923 – Washington, 2011) dél-vietnámi diplomata volt, később az Egyesült Államokban telepedett le, ahol egyetemi oktatói és írói pályát futott be. A vietnámi nevek használatának hagyományai miatt vezetékneveként általában a Van Dinh szerepel, bár igazi családneve a Tran.

## Élete, munkássága
Huếban, a volt vietnámi császári fővárosban született a 20. század 20-as éveiben. Családjában egyaránt voltak konfuciánus, buddhista és taoista filozófusok és költők. Fiatal korában részt vett a francia gyarmatosítás elleni felszabadító harcokban. A függetlenség elérése után Dél-Vietnám  diplomatája lett és Thaiföldön, Burmában majd az Amerikai Egyesült Államokban szolgált.
1963-ban lemondott Dél-Vietnám washingtoni nagykövetségének ideiglenes ügyvivői posztjáról és végleg az Egyesült Államokban telepedett le. Tettének okairól közvetett magyarázatot adhat az 1965-ben angol nyelven megjelent regénye, a No Passenger on the River, amelyben egy antikommunista és hazafias érzelmű vietnámi katonatiszt tragikus harcát mutatja be a végletekig korrupt dél-vietnámi rezsimmel szemben.
Ettől kezdve egyetemi oktatói és kutatói tevékenységet folytatott különböző amerikai intézményekben ázsiai politikai és polgárjogi tárgyakban. 1971 és 1985 között a philadelphiai, (Pennsylvania) Temple Universityn tanított. Tudományos munkássága cikkek és tanulmányok százait, valamint több tankönyvet foglal magába. 1985-ben újabb szépirodalmi műben dolgozta fel hazája történetének egy fontos eseményét, a Tet-offenzívát, Blue Dragon, White Tiger: A Tet Story címmel.
Felesége, az ugyancsak vietnámi származású Nuong Van-Dinh Tran elismert képzőművész, munkái számos amerikai és külföldi múzeumba is eljutottak. (Smithsonian Intézet, The Library of Congress Fine Prints Collection, a moszkvai Puskin Múzeum).

## Fordítás
Ez a szócikk részben vagy egészben a Tran Van Dinh című angol Wikipédia-szócikk ezen változatának fordításán alapul.  Az eredeti cikk szerkesztőit annak laptörténete sorolja fel. Ez a jelzés csupán a megfogalmazás eredetét és a szerzői jogokat jelzi, nem szolgál a cikkben szereplő információk forrásmegjelöléseként.